# Чень Мен
'Чень Мен (кит.: 陈梦, нар. 15 січня 1994) — китайська настільна тенісистка, олімпійська чемпіонка 2020 року.

## Виступи на Олімпіадах
| Олімпіада  | Дисципліна       | Місце |
| ---------- | ---------------- | ----- |
| Токіо 2020 | одиночний розряд | 1     |

## Зовнішні посилання
- Чень Мен [Архівовано 30 липня 2021 у Wayback Machine.] на сайті ITTF